# Dolichopeza (Nesopeza) penthema
Dolichopeza (Nesopeza) penthema is een tweevleugelige uit de familie langpootmuggen (Tipulidae). De soort komt voor in het Oriëntaals gebied.